# 필리핀의 지리

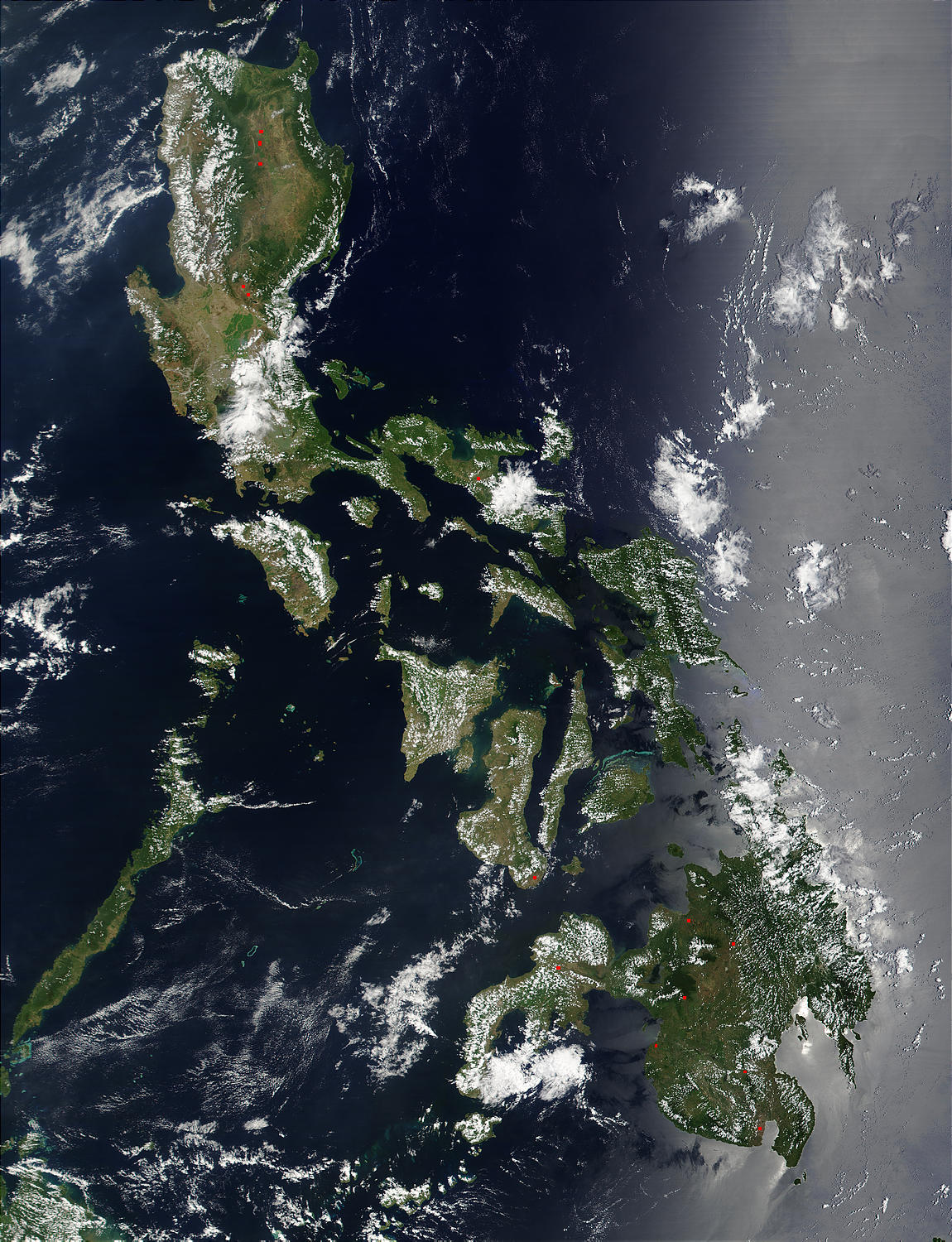

필리핀은 7,641개의 섬들로 이루어진 군도이다. 세계에서 5번째로 큰 섬나라이다. 필리핀은 동남아시아의 동북단에 위치하며 아시아와 오세아니아 대륙사이에 자리잡은 섬들로 이루어져 있다.
대부분 무인도에 불과해 사람이 사는 섬은 약 1,000개 뿐이며 이름이 붙여진 섬도 약 2,700개밖에 존재하지 않는다.필리핀군도의 섬들은 환태평양화산호(環太平洋火山弧)에 속하기 때문에 지진(地震)이 자주 발생하고 화산운동도 활발하다. 섬들이 지형은 대체로 산(山)이 많으며, 평야는 해안에 접한 저지대를 흐르는 하천유역에 한정되어 있어서 농경지는 별로 없다. 필리핀은 화산 덕택으로 아름다운 산과 호수가 많다. 특히 이 나라 최대의 섬인 루손섬의 마욘산은 원뿔형의 활화산으로 무척 아름답다. 루손섬과 민다나오 섬의 면적이 전국토의 70%를 차지한다.